# 倫巴底蜥屬

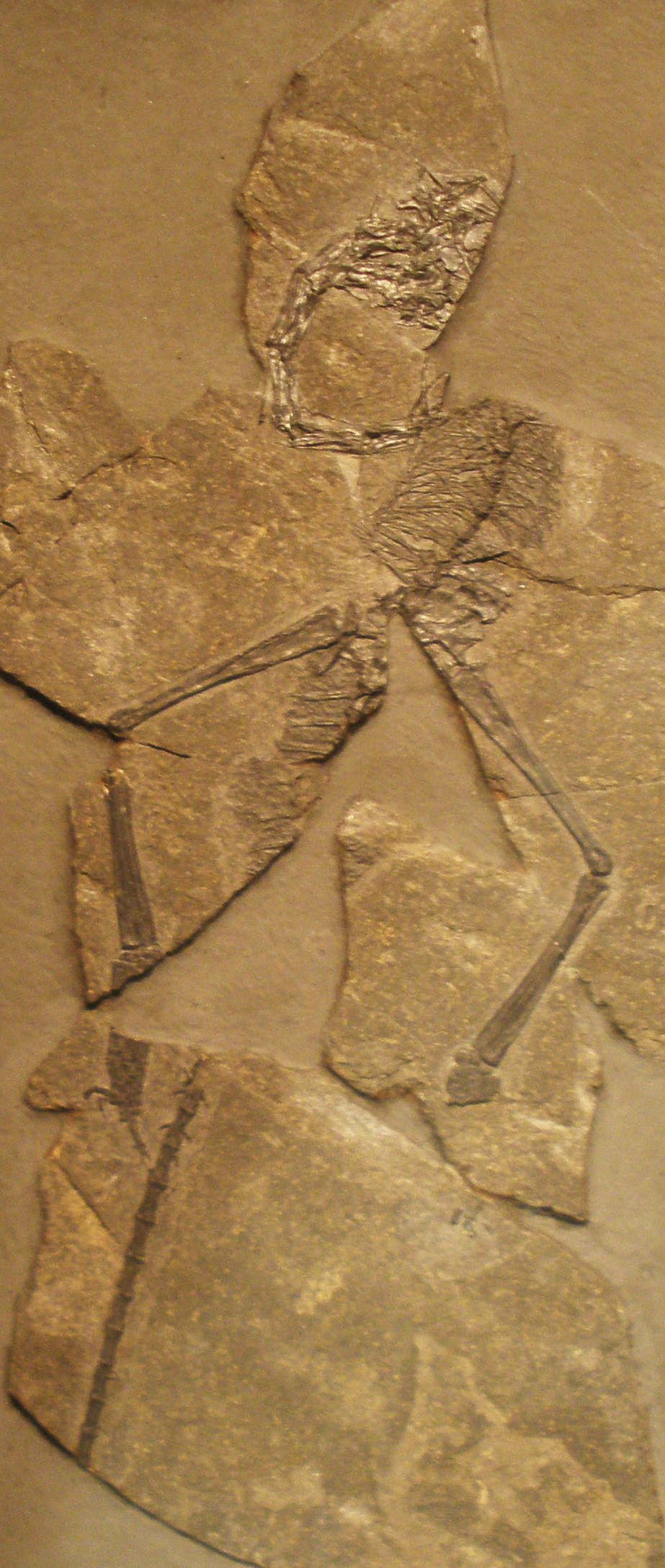
L. pandolfii的化石

倫巴底蜥屬（學名：Langobardisaurus）是種已滅絕原龍目動物，生存於三疊紀晚期的義大利。

## 外部連結
- http://dipbsf.uninsubria.it/paleo/langobardisaurus1.htm （页面存档备份，存于）